# Monte de Oro 2.ª Sección
Monte de Oro 2.ª Sección es una localidad del municipio de Huimanguillo ubicado en la subregión de la Chontalpa del estado mexicano de Tabasco.

## Geografía
La localidad de Monte de Oro 2.ª Sección se sitúa en las coordenadas geográficas 17°53′55″N 93°29′00″O / 17.898611, -93.483333, a una elevación de 17 metros sobre el nivel del mar.

## Demografía
Según el Conteo de Población y Vivienda 2020, efectuado por el Instituto Nacional de Estadística y Geografía, la localidad de Monte de Oro 2.ª Sección tiene 637 habitantes, de los cuales 344 son del sexo masculino y 293 del sexo femenino. Su tasa de fecundidad es de 2.69 hijos por mujer y tiene 162 viviendas particulares habitadas.
| Gráfica de evolución demográfica de Monte de Oro 2.ª Sección entre 1990 y 2020 |
|                                                                                |
| INEGI.                                                                         |